# Chlorophorus ruficornis
Chlorophorus ruficornis är en skalbaggsart som först beskrevs av Olivier 1790.  Chlorophorus ruficornis ingår i släktet Chlorophorus och familjen långhorningar. IUCN kategoriserar arten globalt som livskraftig.
Artens utbredningsområde är:
- Frankrike.
- Portugal.

Inga underarter finns listade i Catalogue of Life.